# Rudolf Hirsch (Schriftsteller)

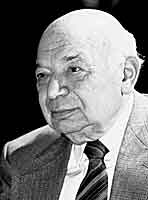
Rudolf Hirsch (1988)

Rudolf Hirsch (* 17. November 1907 in Krefeld; † 7. Juni 1998 in Berlin) war ein deutsch-jüdischer Schriftsteller und Journalist.

## Leben
Rudolf Hirsch war der Sohn eines wohlhabenden jüdischen Schuhhändlers. Er wurde von 1924 bis 1928 zum Kaufmann ausgebildet. 1931 trat er der KPD bei. 1933 emigrierte er nach Holland und Belgien, kehrte jedoch 1934 noch einmal nach Deutschland zurück und leistete für die marxistische Gruppe Neu Beginnen illegale antifaschistische Arbeit. Im Jahr 1938 verließ er Deutschland erneut.
Nach einem vergeblichen Asylgesuch in Schweden fand Hirsch 1939 Zuflucht in Palästina. In Tel Aviv, wo er sich seinen Lebensunterhalt als Schuhmacher verdiente, leitete er zusammen mit Arnold Zweig die dortige Sektion der Bewegung Freies Deutschland. Im zum Teil autobiographischen Roman Patria Israel (1983) setzt sich Hirsch anhand des Schicksals von 250 jüdischen Flüchtlingen, die am 25. November 1940 an Bord des Dampfers Patria im Hafen von Haifa in Zusammenhang mit einem durch die Untergrundorganisation Haganah verübten Bombenattentat den Tod fanden, kritisch mit dem Zionismus auseinander.
Nach dem Ende des Zweiten Weltkriegs kehrte er nach Deutschland zurück. Als populärster Gerichtsreporter der DDR arbeitete er für die Wochenzeitung Wochenpost. Er berichtete von aufsehenerregenden Prozessen gegen NS-Verbrecher, wie z. B. über die Auschwitzprozesse oder den Lischka-Prozess, aber auch von Diebstahlsprozessen aus der DDR-Provinz. Seine Gerichtsberichte erschienen in mehreren Sammelbänden.
Seit 1958 war er mit der Schriftstellerin Rosemarie Schuder verheiratet. Mit ihr wurde er für ihr gemeinsames literarisches Werk Der gelbe Fleck. Wurzeln und Wirkungen des Judenhasses in der deutschen Geschichte 1988 mit dem Nationalpreis der DDR ausgezeichnet.
Rudolf Hirsch wurde in der Reihe der Künstlergräber auf dem Zentralfriedhof Friedrichsfelde beigesetzt.

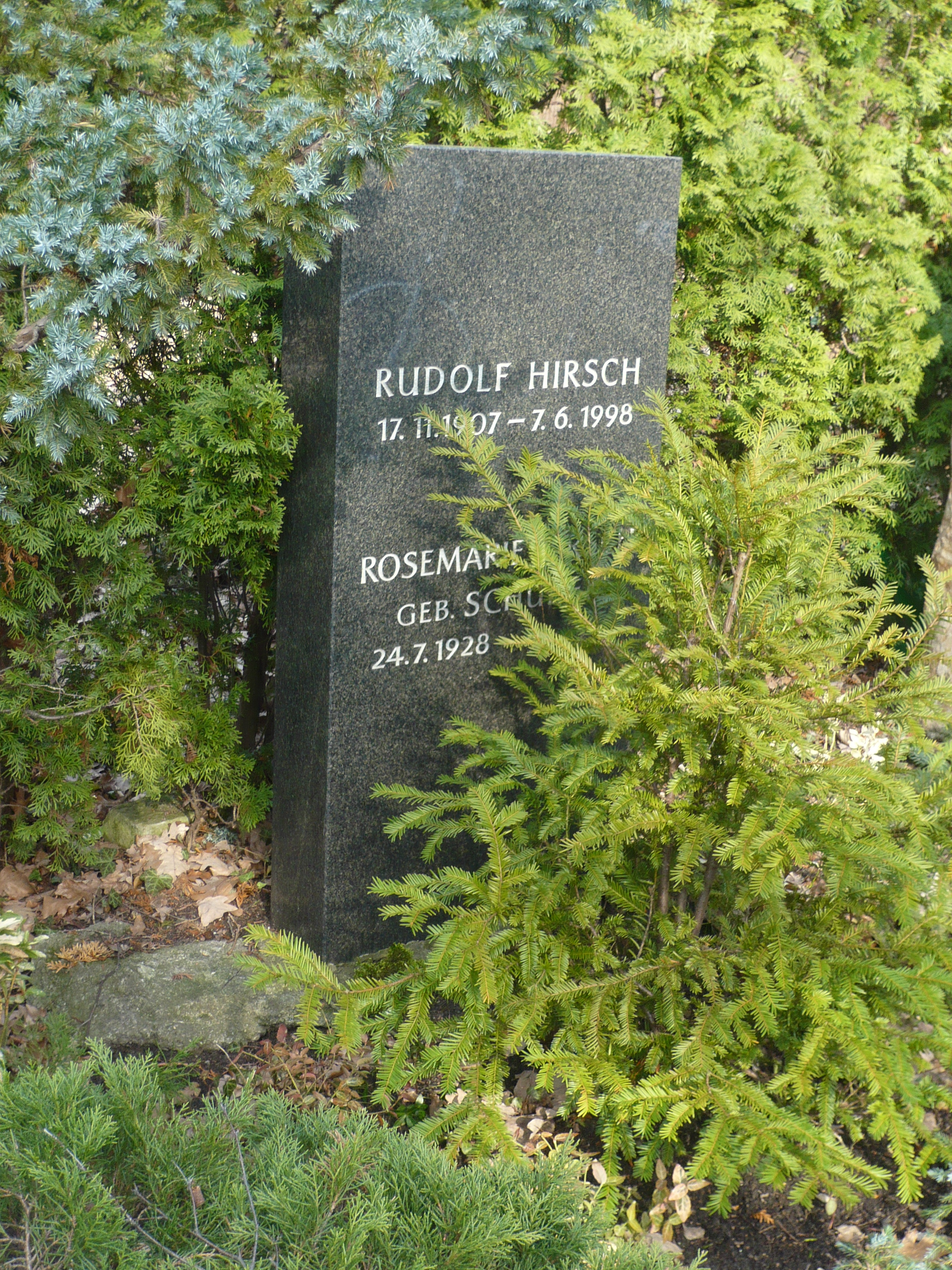
Grabstein Rudolf Hirschs

## Werke

### Sachbücher
Autobiografie
- Aus einer verlorenen Welt. Hrsg. von Walter Nowojski. Das Neue Berlin, Berlin 2002, ISBN 3-360-00979-7.

Gerichtsreportagen
- Als Zeuge in dieser Sache. Berichte aus dem Gerichtsalltag. Greifenverlag, Rudolstadt 1958.
- Dr. Meyers Zaubertrick. Eine Gerichtsreportage vom Düsseldorfer Prozess gegen Mitglieder des westdeutschen Friedenskomitees. Kongreß-Verlag, Berlin 1960.
- Zeuge in Sachen Liebe und Ehe. Aus dem Gerichtsalltag. Greifenverlag, Rudolstadt 1963.
- Zeuge mit weinendem und lachendem Auge. Aus dem Gerichtsalltag. Greifenverlag, Rudolstadt 1964.
- Zeuge in Ost und West. Aus dem Gerichtsalltag. Greifenverlag, Rudolstadt 1965.
- Zeuge in neuen Liebes- und Ehesachen. Aus dem Gerichtsalltag. Greifenverlag, Rudolstadt 1966.
- gehört, unerhört. Aus dem Gerichtsalltag. Greifenverlag, Rudolstadt 1968.
- Das erste Beste. Ausgewählte Gerichtsreportagen 1950–1960. Greifenverlag, Rudolstadt 1970.
- Rechtsbrecher, Rechtsprecher. Aus dem Gerichtsalltag. Greifenverlag, Rudolstadt 1971.
- In Sachen Liebe und Ehe. Ausgewählte Gerichtsreportagen. Greifenverlag, Rudolstadt 1972.
- Tragikomödien des Alltags. Gerichtsberichte. Das Neue Berlin, Berlin 1974
- Junge Leute und ihre Nöte vor Gericht. Gerichtsberichte. Das Neue Berlin, Berlin 1979.
- Eros und Ehe vor Gericht. Gerichtsberichte. Das Neue Berlin, Berlin 1980.
- Unter Tränen lächeln? Gerichtsberichte. Das Neue Berlin, Berlin 1981.
- Um die Endlösung. Prozessberichte über den Lischka-Prozess in Köln und den Auschwitz-Prozess in Frankfurt/M.. Greifenverlag, Rudolstadt 1982. Neuausgabe: Um die Endlösung. Prozeßberichte. Dietz, Berlin 2001, ISBN 3-320-02020-X.
- Gestolpert, gestrauchelt, gerichtet. Gerichtsberichte. Verlag Das Neue Berlin, Berlin 1983.
- Die merkwürdigsten Fälle des R. H. Ausgewählte Gerichtsreportagen. Verlag Tribüne, Berlin 1986, ISBN 3-7303-0035-0.
- Wofür ein Hirsch seine Haut zu Markte tragen muss und andere Gerichtsreportagen. Greifenverlag, Rudolstadt 1988, ISBN 3-7352-0104-0.
- Das Leben, was sonst. Gerichtsreportagen aus drei Jahrzehnten. 5 Bände. Reiher, Berlin 1990–1991.
- Der Markus-Wolf-Prozess. Eine Reportage. Brandenburgisches Verlags-Haus, Berlin 1994, ISBN 3-89488-082-1.
- Ausgesuchte Sündenfälle. Der Reporter als Zeuge in eigener Sache. Verl. Neues Leben, Berlin 1997, ISBN 3-355-01490-7.

Antisemitismus und Judenverfolgung
- Der gelbe Fleck. Wurzeln und Wirkungen des Judenhasses in der deutschen Geschichte. Essays. Rütten und Loening, Berlin 1987, ISBN 3-352-00150-2 (mit Rosemarie Schuder).
- Nummer 58866 Judenkönig. Ed. Ost, Berlin 1996, ISBN 3-929161-80-X (mit Rosemarie Schuder). Neuausgabe: Nr. 58866. „Judenkönig“. Das Leben des Kurt Julius Goldstein. Überarbeitete und erweiterte Neuausgabe. vbb, Berlin 2009, ISBN 978-3-86650-781-4.

### Belletristik
Romane
- Herrn Louisides bittere Mandeln. Neues Leben, Berlin 1955.
- Das gefälschte Logbuch. Mitteldeutscher Verlag, Halle (Saale) 1956.
- Patria Israel. Greifenverlag, Rudolstadt 1983.
- Die arische Jüdin. Ed. q, Berlin 1993, ISBN 3-86124-227-3.

als Herausgeber
- Die Heimfahrt des Rabbi Chanina und andere Erzählungen und Geschichten aus dem Jiddischen. VOB Union, Berlin 1962.